# Ligne d'Armentières à Arques
La ligne d'Armentières à Arques est une ligne ferroviaire française de la région Hauts-de-France, non électrifiée, à écartement standard et à voie unique, reliant la gare d'Armentières à celle d'Arques. Elle est uniquement utilisée par le fret.
Elle constitue la ligne no 294 000 du réseau ferré national.

## Historique
Les lignes « de Saint-Omer à Berguette » et de « Berguette à Armentières » sont concédées à titre éventuel par une convention signée le 22 mai 1869 entre le ministre des Travaux publics et Messieurs Anatole de Melun, comte Charles Werner de Mérode, Louis Dupont, Florimond de Coussemaker, Isidore-David Portau, Benjamin Labarbe. Cette convention est approuvée à la même date par un décret impérial. Elle est déclarée d'utilité publique par une loi le 15 septembre 1871 rendant la concession définitive.
La construction de cette ligne est entreprise par la Compagnie des chemins de fer du Nord-Est qui s'est substituée aux concessionnaires initiaux. Toutefois, dès le 17 décembre 1875, la Compagnie des chemins de fer du Nord-Est signe un traité avec la Compagnie des chemins de fer du Nord pour l'exploitation jusqu'à l'échéance de la concession de l'ensemble des lignes dont elle est concessionnaire. Ce traité est approuvé par un décret le 20 mai 1876.
La ligne est rattachée au réseau de Compagnie des chemins de fer du Nord selon les termes d'une convention signée entre le Ministre des travaux publics et la compagnie le 5 juin 1883. Cette convention est approuvée par une loi le 20 novembre suivant. Toutefois, la Compagnie des chemins de fer du Nord n'en deviendra pleinement concessionnaire qu'à la suite d'un traité passé avec la Compagnie des chemins de fer du Nord-Est le 30 mars 1889 et approuvé par une loi le 7 février 1890.

### Dates de déclassement
- d'Aire-sur-la-Lys à Wardrecques - Raquinghem (PK 61,570 à 68,000) : 14 janvier 1972[8].
- raccordement militaire d'Arques : 20 mars 1978[9].
- d'Aire-sur-la-Lys à Wittes à (PK 60,076 à 61,570) : 10 novembre 1989[10].
- raccordement militaire de Berguette (L = 0,735 km) : 18 septembre 1992[11].
- de Merville à Berguette (PK 39,780 à 53,655) : 17 octobre 1994[12].

## Description de la ligne

### Tracé - Parcours
La ligne prend naissance près de la gare d'Armentières à partir de la ligne de Lille aux Fontinettes et se termine en rejoignant la gare d'Arques, près de la même ligne, et à peu de distance de la gare de Saint-Omer.

### Superstructure

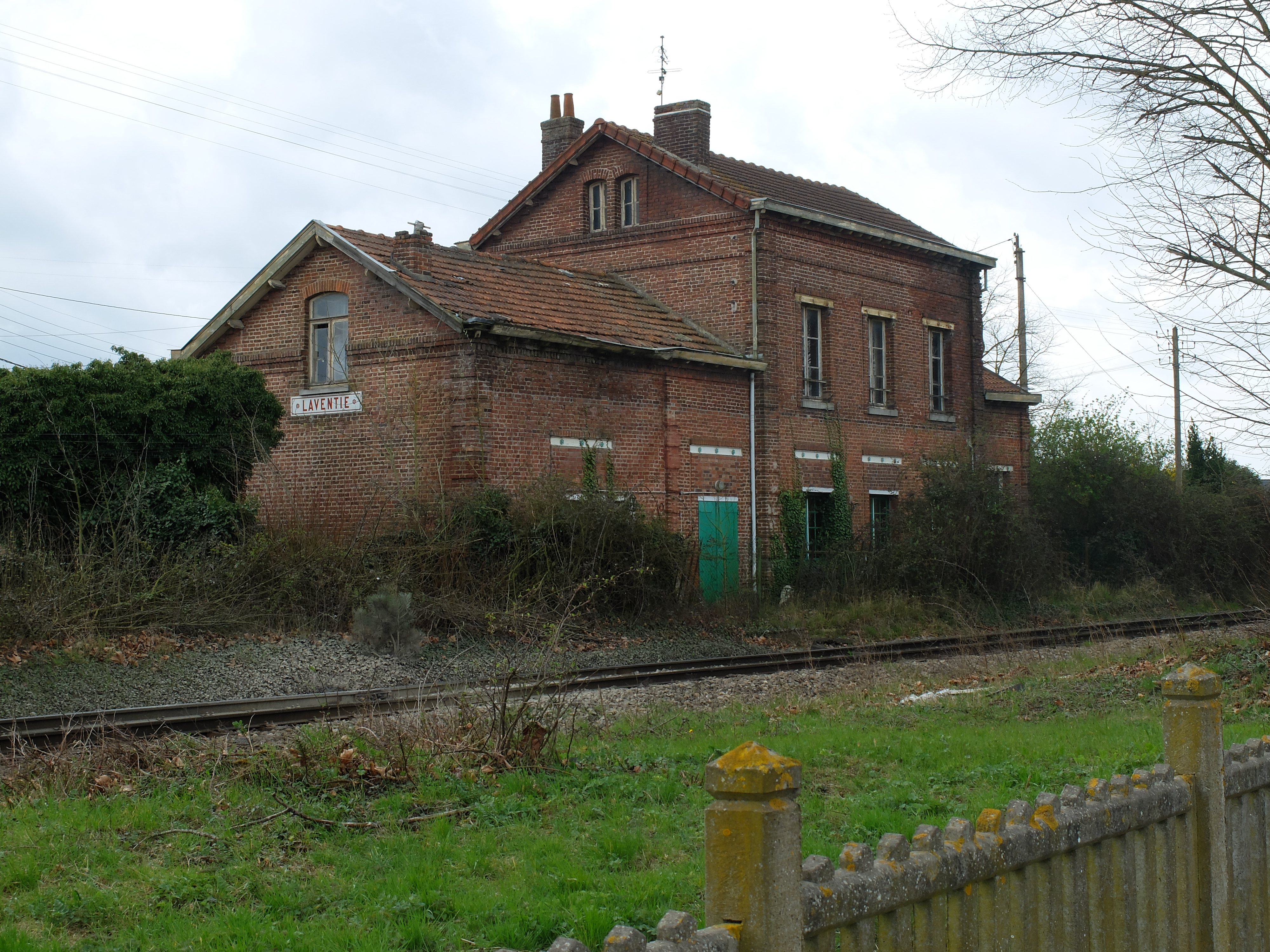
L'ancienne gare de Laventie en 2015.

.

## Exploitation
La ligne est utilisée pour le fret. Il était prévu de rouvrir à l'horizon 2020 la section d'Armentières à Merville au passage des TER Nord-Pas-de-Calais. Cependant, ce projet est suspendu pour le moment.